# موكلوبيميد
موكلوبيميد هو مثبط أكسيداز أحادي الأمين عكوس يستخدم في عدة بلدان من العالم مثل بريطانيا وأستراليا لعلاج الاضطراب الاكتئابي والقلق الاجتماعي.